# Retour à Sétatroce

Retour à Sétatroce est une histoire en bande dessinée de Keno Don Rosa, publiée en 1989. Elle met en scène Picsou, Donald Duck et Riri, Fifi et Loulou, ainsi que l'ennemi du premier, Gripsou.
Cette histoire est une suite de Perdus dans les Andes ! de Carl Barks (1949).

## Synopsis
De leur aventure à Sétatroce, Donald et ses neveux ont rapporté deux coqs carrés. Riri, Fifi et Loulou, devenus Castors Juniors, souhaitent que leur oncle Picsou finance une nouvelle expédition pour ramener les deux animaux qui dépérissent sans congénères femelles. Picsou accepte dans l'espoir de conclure un contrat d'exclusivité sur le commerce des œufs carrés avec les habitants de la cité perdue des Andes.
Sur place, il commet l'erreur de montrer son sou fétiche, mais rond, un sacrilège pour les autochtones, et se retrouve en concurrence avec Gripsou. Le seul moyen de conclure le contrat et de libérer Picsou est que Gripsou et les neveux ramènent de l'extérieur de la vallée un soda à la glace.

## Fiche technique
- Histoire n°AR 130.
- Éditeur : Gladstone.
- Titre en anglais : Return to Plain Awful.
- Titre en français : Retour à Sétatroce ; elle fut également titrée La quadrature de l'œuf.
- 28 planches.
- Auteur et dessinateur : Keno Don Rosa.
- Première publication aux États-Unis: Donald Duck Adventures n°12, mai 1989[1].
- Première publication en France :
  - sous le titre La quadrature de l'œuf : Picsou Magazine n°218, février 1990[2].
  - sous le titre Retour à Sétatroce : Picsou Magazine n°230, 7 juillet 1999[3].